# ياو جي
ياو جي (بالهولندية: Yao Jie)‏ هي لاعبة كرة الريشة صينية وهولندية، ولدت في 10 أبريل 1977 في ووهان في الصين.

## وصلات خارجية
- ياو جي على موقع BWF.tournamentsoftware.com (الإنجليزية)
- ياو جي على موقع BWFbadminton.com (الإنجليزية)
- ياو جي على موقع اللجنة الأولمبية الدولية (الإنجليزية)
- ياو جي على موقع أوليمبيديا (الإنجليزية)